# هیساکیچی تویودا
هیساکیچی تویودا (انگلیسی: Hisakichi Toyoda؛ ۲ ژانویه ۱۹۱۲ – ۷ اکتبر ۱۹۷۶) شناگر اهل ژاپن بود.

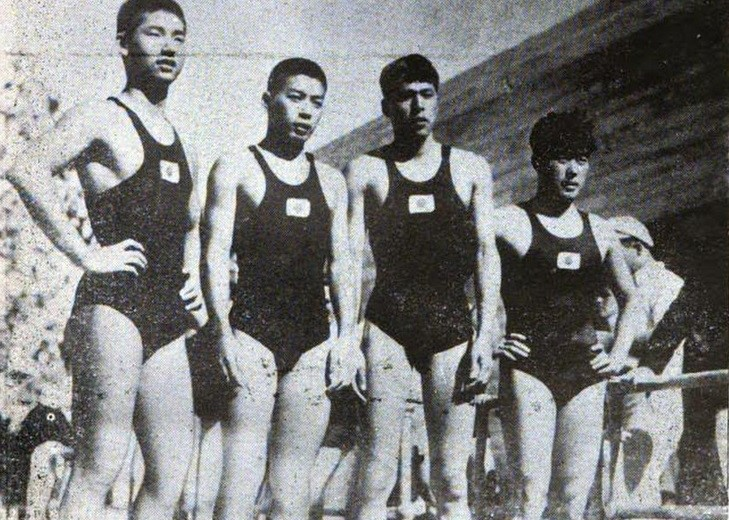
مدال طلای تیمی شنای ۸۰۰ متر ژاپن در سال ۱۹۳۲

وی در مسابقات کشوری و بین‌المللی در مجموع برندهٔ ۱ مدال طلا شده‌است.